# Lischen et Fritzchen

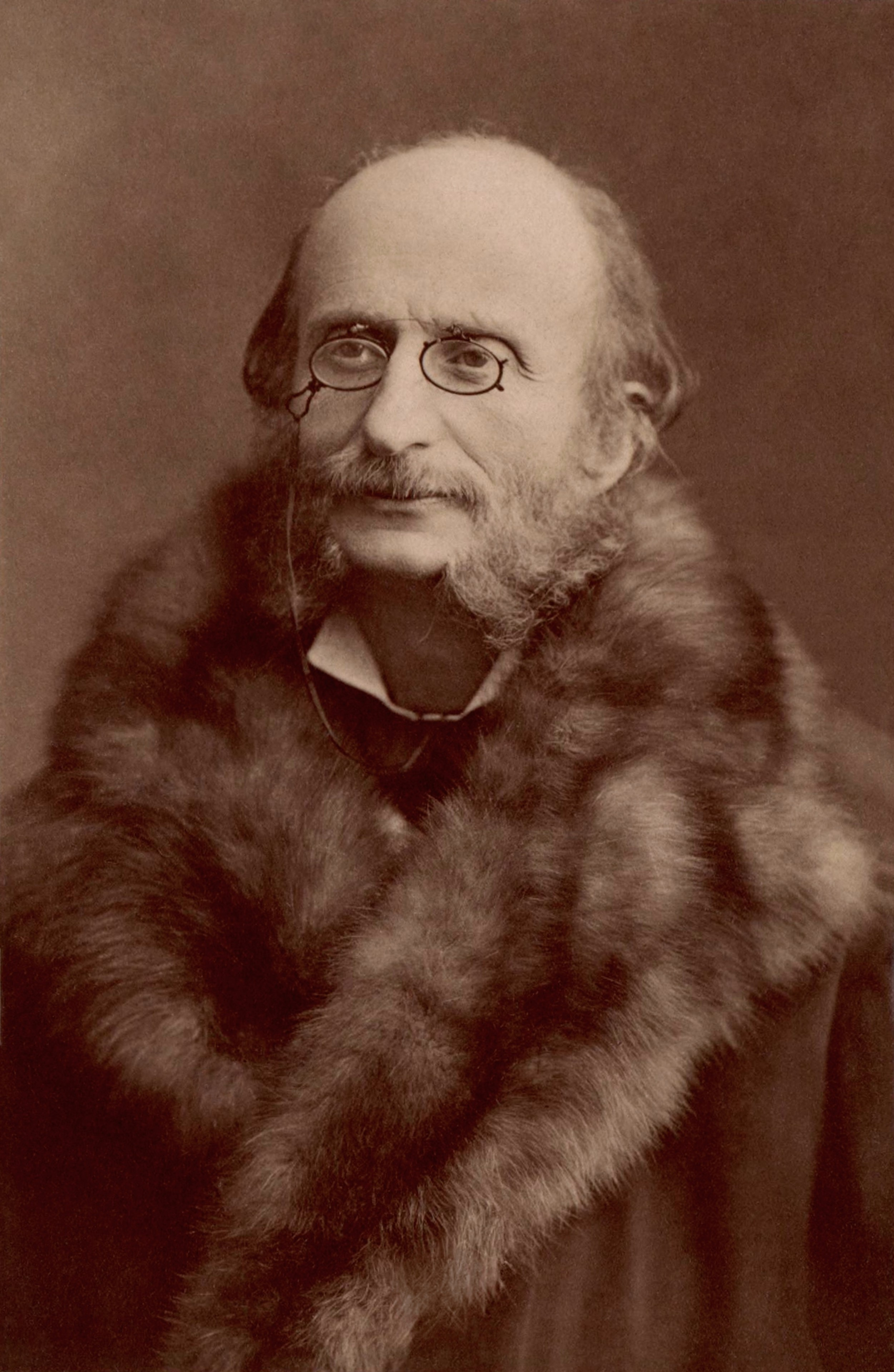
Jacques Offenbach

Lischen et Fritzchen är en operett, i en akt ("conversation alsacienne" - elsassisk konversation) med musik av Jacques Offenbach och libretto av 'P Dubois' (Paul Boisselot).

## Historia
Premiären ägde rum den 21 juli 1863 i Kursaal i Bad Ems. Premiären i Paris gick av stapeln i den nyrenoverade Théâtre des Bouffes-Parisiens den 5 januari 1864 och samma afton framfördes även Les Deux Aveugles, L'Amour chanteur och La Tradition. Båda karaktärerna i stycket använder en elsassisk dialekt i dialog och sånger. Verket var en tidig triumf för sopranen Zulma Bouffar.
Påståendet att Offenbach komponerade stycket på åtta dagar för att vinna ett vad är möjligen en myt.

## Personer
| Roller    | Röststämma | Premiärbesättning Bad Ems 21 juli 1863 (Dirigent: Jacques Offenbach) | Parisbesättning 5 januari 1864 (Dirigent: Alphonse Varney) |
| --------- | ---------- | -------------------------------------------------------------------- | ---------------------------------------------------------- |
| Lischen   | sopran     | Zulma Bouffar                                                        | Zulma Bouffar                                              |
| Fritzchen | baryton    | Jean-Paul                                                            | Desiré                                                     |

## Handling
En vägkorsning; till vänster en vinhandlares hus med en stol utanför, till höger en stenbänk
Fritzchen, en elsassisk betjänt, som blivit avskedad då han serverade en öl (une bière) i stället för en juvel (une pierre) till sin forna herres maka. Han vilar nu på sin väg hem till Elsass. Lischen kommer in. Hon är också på hemväg då hon inte kan försörja sig och sin gamle fader som kvastförsäljerska i Paris. Fritzchen faller för den unga elsassiskan. Lischen sjunger historien om "Stadsmusen och lantmusen", vilken hon hade sjungit i Paris för att kompensera misslyckandet med kvastarna. De två dras till varandra och under ett samtal framgår att de är syskon. Men i ett brev från Fritzchens fader framgår det att Lischen var oäkta dotter till hans syster och därför var han endast hennes onkel. När nu inget hindrar ett giftermål tar de varandra i hans och fortsätter vägen hem.

## Musiknummer
- Ouvertyr
- Couplets « Me chasser, me forcer »
- Chanson « P'tits balais, p'tits balais »
- Duo « Je suis alsacienne, je suis alsacien »
- Fable « Un jour un rat de ville invita le rat des champs »
- Final et duo « Quoi ! Fritzchen »